# Lliga alemanya de futbol 2001-02
La Fußball-Bundesliga 2001-02 va ser la 39a edició de la Lliga alemanya de futbol, la competició futbolística més important del país.

## Classificació
- Font: www.resultados-futbol.com/bundesliga2002'